# 木造駅
木造駅（きづくりえき）は、青森県つがる市木造房松（ふさまつ）にある、東日本旅客鉄道（JR東日本）五能線の駅である。

## 歴史
- 1924年（大正13年）10月21日：開業[2]。
- 1938年（昭和13年）3月2日：駅売店から出火し、駅舎が全焼[3]。
- 1980年（昭和55年）9月20日：貨物の取り扱いを廃止[4]
- 1983年（昭和58年）4月1日：駅員無配置駅となり[5]、簡易委託化。
- 1987年（昭和62年）4月1日：国鉄分割民営化により、JR東日本の駅となる[4]。
- 1992年（平成4年）8月3日：駅舎の供用を開始し、同時に旧木造駅舎を取り壊し。
- 2002年（平成14年）：東北の駅百選に選定される。
- 2024年（令和6年）10月1日：えきねっとQチケのサービスを開始[1][6]。

## 駅構造
単式ホーム1面1線を持つ地上駅である。元々は相対式ホーム2面2線であった。横取線が旧上り線の跡である。
弘前統括センター（五所川原駅）管理の簡易委託駅（改札業務実施駅）である。指定券も取り扱っている。
駅舎は「木造ふれ愛センター」との合築で、外壁に土偶を貼り付けてある。この土偶は亀ヶ岡遺跡から発掘された遮光器土偶がモチーフで、ふるさと創生事業の一環として駅舎に作られた。地元では「シャコちゃん」と呼ばれて親しまれている。土偶の「目」の部分には赤く発光する機構が当初より存在しており、設置からしばらくの間は列車の発着に合わせて土偶の目を点滅させていた（「いらっしゃいビーム」）が、周辺住民からの「怖い」「子供が怖がる」などの苦情により点滅を自粛（外部からの要望があるときのみ）した。「巨大な土偶が出迎える迫力ある駅舎」として、東北の駅百選に選定された。
2019年（令和元年）10月から2020年（令和2年）3月にかけて行った駅舎の改修工事により、駅入口のバリアフリー化や空調の設置がされたほか、土偶の目に設置されていた電球をLEDライトに交換し紫、青、緑、黄色、だいだい、赤、ピンクの7色4パターンを点灯できるようになり、発光を復活させた。以前あった発光への苦情について、2020年（令和2年）時点では利用者は「もう見慣れた」という反応で、列車接近の合図代わりにする利用客や、撮影するためだけに駅を訪問する客の存在も報じられている。
現在の駅舎は鉄筋コンクリート造である（土偶もコンクリート製）。

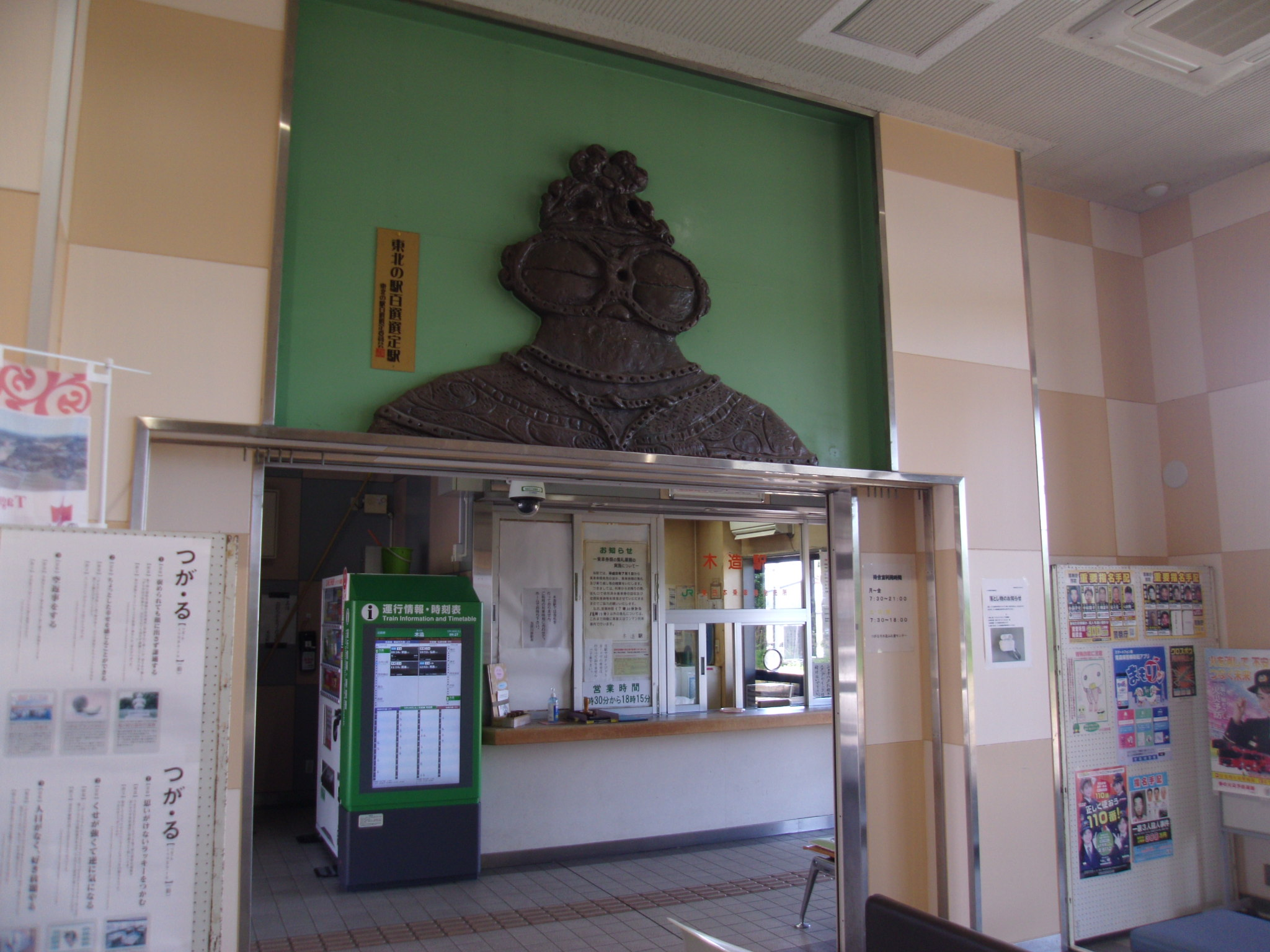
待合室から見たきっぷ売り場
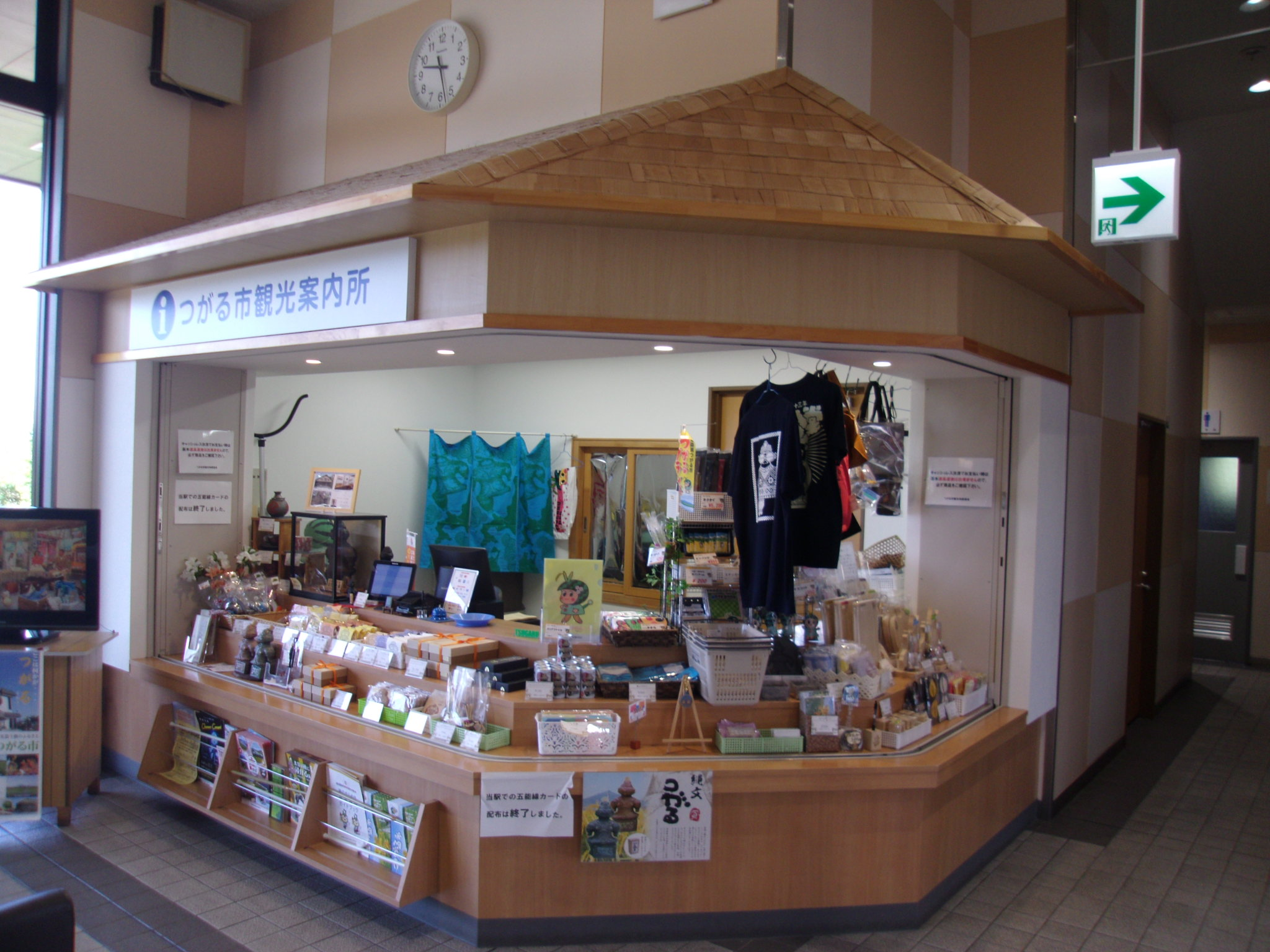
待合室の一角にある観光案内所（土産売店を兼ねる）

## 利用状況
JR東日本によると、2023年度（令和5年度）の1日平均乗車人員は186人である。
2000年度（平成12年度）以降の推移は以下のとおりである。
| 1日平均乗車人員推移 | 1日平均乗車人員推移 | 1日平均乗車人員推移 | 1日平均乗車人員推移 | 1日平均乗車人員推移 |
| 年度                | 定期外              | 定期                | 合計                | 出典                |
| ------------------- | ------------------- | ------------------- | ------------------- | ------------------- |
| 2000年（平成12年）  |                     |                     | 399                 | [ 利用客数 2 ]      |
| 2001年（平成13年）  |                     |                     | 374                 | [ 利用客数 3 ]      |
| 2002年（平成14年）  |                     |                     | 366                 | [ 利用客数 4 ]      |
| 2003年（平成15年）  |                     |                     | 329                 | [ 利用客数 5 ]      |
| 2004年（平成16年）  |                     |                     | 307                 | [ 利用客数 6 ]      |
| 2005年（平成17年）  |                     |                     | 293                 | [ 利用客数 7 ]      |
| 2006年（平成18年）  |                     |                     | 302                 | [ 利用客数 8 ]      |
| 2007年（平成19年）  |                     |                     | 302                 | [ 利用客数 9 ]      |
| 2008年（平成20年）  |                     |                     | 308                 | [ 利用客数 10 ]     |
| 2009年（平成21年）  |                     |                     | 289                 | [ 利用客数 11 ]     |
| 2010年（平成22年）  |                     |                     | 285                 | [ 利用客数 12 ]     |
| 2011年（平成23年）  |                     |                     | 286                 | [ 利用客数 13 ]     |
| 2012年（平成24年）  | 37                  | 247                 | 285                 | [ 利用客数 14 ]     |
| 2013年（平成25年）  | 36                  | 229                 | 266                 | [ 利用客数 15 ]     |
| 2014年（平成26年）  | 32                  | 209                 | 241                 | [ 利用客数 16 ]     |
| 2015年（平成27年）  | 35                  | 196                 | 232                 | [ 利用客数 17 ]     |
| 2016年（平成28年）  | 34                  | 178                 | 212                 | [ 利用客数 18 ]     |
| 2017年（平成29年）  | 32                  | 168                 | 200                 | [ 利用客数 19 ]     |
| 2018年（平成30年）  | 29                  | 150                 | 179                 | [ 利用客数 20 ]     |
| 2019年（令和元年）  | 27                  | 170                 | 198                 | [ 利用客数 21 ]     |
| 2020年（令和02年）  | 17                  | 153                 | 170                 | [ 利用客数 22 ]     |
| 2021年（令和03年）  | 20                  | 146                 | 167                 | [ 利用客数 23 ]     |
| 2022年（令和04年）  | 18                  | 148                 | 167                 | [ 利用客数 24 ]     |
| 2023年（令和05年）  | 22                  | 164                 | 186                 | [ 利用客数 1 ]      |

## 駅周辺
- 青森県道241号木造停車場線
- 青森県道245号稲盛千代町山田線
- 国道101号
- 青森県立木造高等学校
- 尾野病院
- 木造郵便局
- つがる警察署（旧・木造警察署）
- つがる市消防本部
- つがる市役所（旧・木造町役場）
- 青森みちのく銀行 木造支店
- 青森みちのく銀行 つがる支店
- しゃこちゃん温泉
- 弘南バス（五所川原営業所）「木造駅通り」停留所

## その他
- 1960年代ごろ[いつ?]（詳細時期不詳）までは、当駅発着の列車があった。
- 駅を象徴する遮光器土偶のモニュメントから鉄道系のマンガ、松山せいじ著『ゆりてつ』21話、ビッグコミックオリジナルに連載中の『テツぼん』112話、に当駅が登場している。

## 隣の駅
東日本旅客鉄道（JR東日本）
■五能線
- 臨時快速「リゾートしらかみ」停車駅

□快速（上りのみ）・■普通
中田駅 - 木造駅 - 五所川原駅

### 記事本文
1. 1 2 3 4  「駅の情報（木造駅）：JR東日本」東日本旅客鉄道。2024年8月29日時点のオリジナルよりアーカイブ。2024年9月5日閲覧。
2. 1 2 3 4 5 6 7 8 9 10 11 12 13 14 15  『週刊 JR全駅・全車両基地』 31号 青森駅・弘前駅・深浦駅ほか、朝日新聞出版〈週刊朝日百科〉、2013年3月17日、27頁。
3. ↑  「木造駅全焼す」『読売新聞』読売新聞社、1938年3月3日、夕刊、2面。
4. 1 2  石野哲（編）『停車場変遷大事典 国鉄・JR編 Ⅱ』（初版）JTB、1998年10月1日、552頁。ISBN 978-4-533-02980-6。
5. ↑  「「通報」●関西本線関駅ほか9駅の駅員無配置について（旅客局）」『鉄道公報』日本国有鉄道総裁室文書課、1983年3月30日、8面。
6. ↑  「Suicaエリア外もチケットレスで! 東北エリアから「えきねっとQチケ」がはじまります (PDF)」（プレスリリース）、東日本旅客鉄道、2024年7月11日。2024年8月13日閲覧。
7. ↑  「JR木造駅舎」つがる市。2016年4月8日時点のオリジナルよりアーカイブ。2024年8月16日閲覧。
8. 1 2  半田カメラ「半田カメラの巨大物巡礼5 青森の駅にそびえる「巨大土偶」地元民の衝撃が愛着に変わった30年 太古のロマンが生み落とした異形の駅舎」『withnews』2020年10月17日。2020年10月17日閲覧。
9. ↑  「青森・木造駅の巨大土偶モニュメント、目の発光7色へ」『弘前経済新聞』2020年4月1日。2020年4月2日閲覧。
10. ↑  「しゃこちゃんお色直し／JR木造駅1日改装開業」『陸奥新報』2020年3月31日。オリジナルの2020年3月31日時点におけるアーカイブ。2020年10月17日閲覧。

### 利用状況
1. 1 2  「各駅の乗車人員 2023年度 101位以下（7）| 企業サイト：JR東日本」東日本旅客鉄道。2025年7月1日閲覧。
2. ↑  「JR東日本：各駅の乗車人員（2000年度）」東日本旅客鉄道。2025年7月1日閲覧。
3. ↑  「JR東日本：各駅の乗車人員（2001年度）」東日本旅客鉄道。2025年7月1日閲覧。
4. ↑  「JR東日本：各駅の乗車人員（2002年度）」東日本旅客鉄道。2025年7月1日閲覧。
5. ↑  「JR東日本：各駅の乗車人員（2003年度）」東日本旅客鉄道。2025年7月1日閲覧。
6. ↑  「JR東日本：各駅の乗車人員（2004年度）」東日本旅客鉄道。2025年7月1日閲覧。
7. ↑  「JR東日本：各駅の乗車人員（2005年度）」東日本旅客鉄道。2025年7月1日閲覧。
8. ↑  「JR東日本：各駅の乗車人員（2006年度）」東日本旅客鉄道。2025年7月1日閲覧。
9. ↑  「JR東日本：各駅の乗車人員（2007年度）」東日本旅客鉄道。2025年7月1日閲覧。
10. ↑  「JR東日本：各駅の乗車人員（2008年度）」東日本旅客鉄道。2025年7月1日閲覧。
11. ↑  「JR東日本：各駅の乗車人員（2009年度）」東日本旅客鉄道。2025年7月1日閲覧。
12. ↑  「JR東日本：各駅の乗車人員（2010年度）」東日本旅客鉄道。2025年7月1日閲覧。
13. ↑  「JR東日本：各駅の乗車人員（2011年度）」東日本旅客鉄道。2025年7月1日閲覧。
14. ↑  「JR東日本：各駅の乗車人員（2012年度）」東日本旅客鉄道。2025年7月1日閲覧。
15. ↑  「各駅の乗車人員 2013年度 ベスト100以外（8）：JR東日本」東日本旅客鉄道。2025年7月1日閲覧。
16. ↑  「各駅の乗車人員 2014年度 ベスト100以外（8）：JR東日本」東日本旅客鉄道。2025年7月1日閲覧。
17. ↑  「各駅の乗車人員 2015年度 ベスト100以外（8）：JR東日本」東日本旅客鉄道。2025年7月1日閲覧。
18. ↑  「各駅の乗車人員 2016年度 ベスト100以外（8）：JR東日本」東日本旅客鉄道。2025年7月1日閲覧。
19. ↑  「各駅の乗車人員 2017年度 ベスト100以外（8）：JR東日本」東日本旅客鉄道。2025年7月1日閲覧。
20. ↑  「各駅の乗車人員 2018年度 ベスト100以外（8）：JR東日本」東日本旅客鉄道。2025年7月1日閲覧。
21. ↑  「各駅の乗車人員 2019年度 ベスト100以外（8）：JR東日本」東日本旅客鉄道。2025年7月1日閲覧。
22. ↑  「各駅の乗車人員 2020年度 101位以下（7）| 企業サイト：JR東日本」東日本旅客鉄道。2025年7月1日閲覧。
23. ↑  「各駅の乗車人員 2021年度 101位以下（7）| 企業サイト：JR東日本」東日本旅客鉄道。2025年7月1日閲覧。
24. ↑  「各駅の乗車人員 2022年度 101位以下（7）| 企業サイト：JR東日本」東日本旅客鉄道。2025年7月1日閲覧。